# アントニ・ヘンリク・ラジヴィウ
アントニ・ヘンリク・ラジヴィウ（ポーランド語: Antoni Henryk Radziwiłł；ドイツ語: Anton Heinrich Radziwill, 1775年6月13日 - 1833年4月17日）は、ポーランド・リトアニア共和国およびプロイセンの貴族、音楽家、政治家、公（帝国諸侯）。1813年よりニャスヴィシュ（現在のベラルーシ）とオルィカ（現在のウクライナ）のオルディナト。ドイツではアントン・ハインリヒ・ラジヴィル（Anton Heinrich Radziwill）と呼ばれた。1815年から1831年まで、ポーランド分割によりプロイセン領となった自治地域、ポズナン大公国の総督を務めた。

## 生涯
ラジヴィウは1775年、ヴィリニュス県知事ミハウ・ヒェロニム・ラジヴィウ公の息子としてヴィリニュスで生まれ、1796年、プロイセン王フリードリヒ2世の弟フェルディナント王子の娘、ルイーゼと結婚した。プロイセン王家はルイーゼ王女と結婚させる見返りに、分割の結果プロイセン領となった地域のポーランド人と、プロイセン当局との調停者の役割をラジヴィウに務めさせた。
ラジヴィウがルイーゼ王女との間にもうけた7人の子供たちはドイツ人として育てられ、ポズナンに戻ることは無かった。しかし、彼とその家族はワルシャワ近郊のニェボルフに城館付き荘園を持っていたほか、現在のベラルーシにあたる地域に莫大な所領を有しており、3国家に分割された旧ポーランド領の各地を頻繁に訪れていた。
1806年、ナポレオン・ボナパルトによるポーランド遠征が始まると、ラジヴィウはフランス軍に対するポーランド人の蜂起を呼びかける一方、ユゼフ・ポニャトフスキ公（最後のポーランド王スタニスワフ・アウグスト・ポニャトフスキの甥）にフランスとの同盟関係を捨てさせて、プロイセンとロシアの側につくよう説得したが、どちらの活動も失敗に終わった。1815年、彼はポズナン大公国の総督に任じられ、ポズナンに派遣された。1830年に11月蜂起が発生すると、ラジヴィウは総督としての権力を全て剥奪され、大公国は自治権を大幅に奪われた（蜂起に伴って成立したポーランド国民政府にはラジヴィウの弟ミハウ・ゲデオン・ラジヴィウも参加していた）。更迭されたラジヴィウはベルリンの私邸ラジヴィル宮殿に移り、1833年にそこで死んだ。ラジヴィウはポズナン大聖堂に埋葬された。
1793年9月6日に白鷲勲章を、1815年12月1日に黒鷲勲章を授与されている。

## 芸術

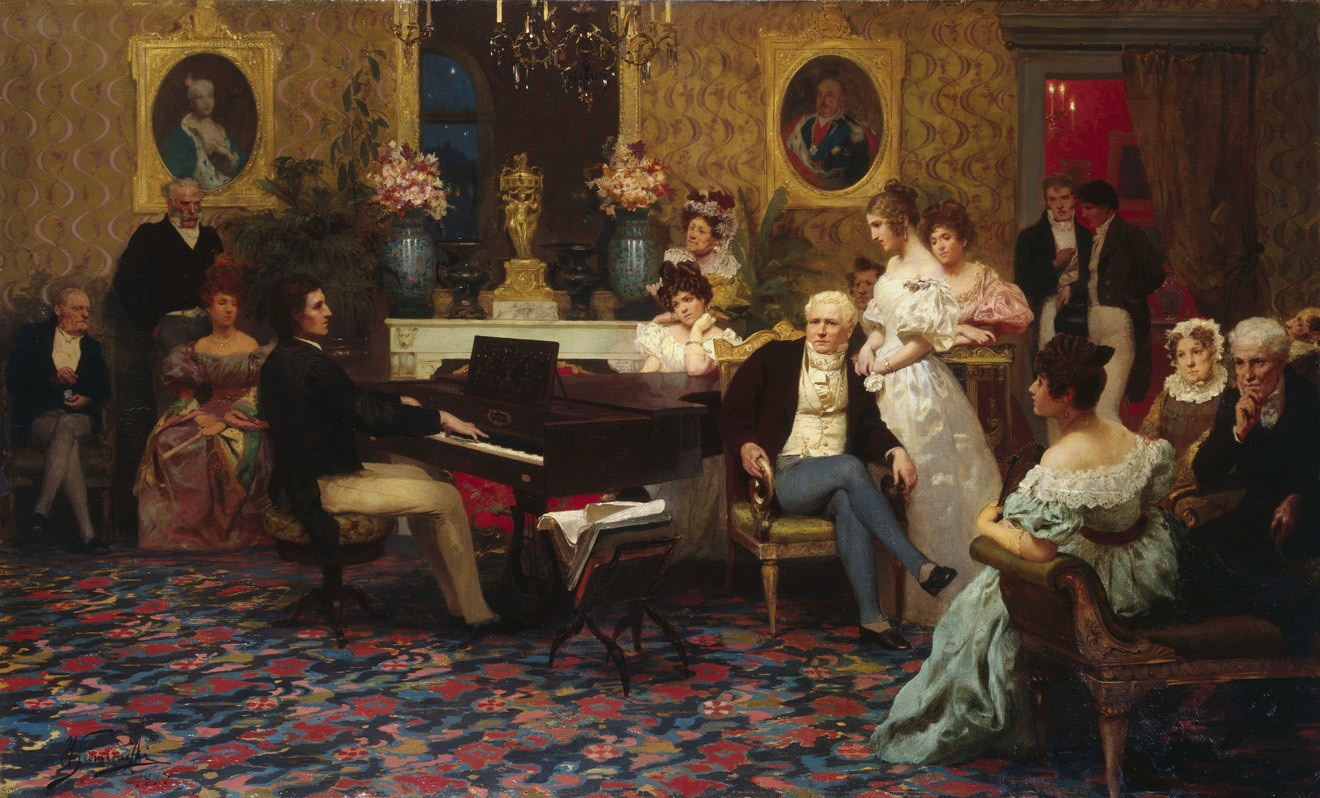
ラジヴィウの前で演奏をするフレデリック・ショパン

政治家としては不遇であったものの、ラジヴィウは著名な芸術のパトロンという面も持っていた。彼がベルリン、ポズナンそしてオストルフ・ヴィエルコポルスキのアントニンに所有していた宮殿では、その当時の一流の音楽家が大規模なコンサートを開いていた（ベルリンの宮殿は後にビスマルクのドイツ帝国宰相官邸として使われた）。ニコロ・パガニーニ（1829年5月19日にポズナンに来訪）、ゲーテ、フレデリック・ショパン、ベートーヴェンらを客として迎え、ラジヴィウは自邸のコンサートでチェロやオペラ・コンチェルトを演奏した。ショパンは「序奏と華麗なるポロネーズ」Op.3（私的なもので、出版に当たっては別人に献呈）と「ピアノ三重奏曲」Op.8をラジヴィウに捧げ、1828年10月2日にポズナンのラジヴィウ宮殿でコンサートを行った。ベートーヴェンも「序曲Op.115」（『命名祝日』）をラジヴィウに捧げた。フェリックス・メンデルスゾーンは「ピアノ四重奏曲第1番」Op.1を捧げている。ゲーテは戯曲『ファウスト』でラジヴィウの作曲した作品を戯曲に反映させた。ラジヴィウはポーランド語演劇のスポンサーでもあった。

## 子女
プロイセン王女ルイーゼとの間に四男三女をもうけた。次女のエリザはプロイセン王子ヴィルヘルム（後のドイツ皇帝ヴィルヘルム1世）と恋仲になったが、プロイセン宮廷の猛反対で結婚は実現しなかった。長男のヴィルヘルムや三男のボグスワフは、プロイセンに軍人として仕えた。
- ヴィルヘルム（1797年 - 1870年）
- フェルディナント（1798年 - 1827年）
- ルイザ（1799年 - 1809年）
- エリザ（1803年 - 1834年）
- ボグスワフ（1809年 - 1873年）
- アウグスト（1811年 - 1831年）
- ヴァンダ（1813年 - 1845年）